# Singah Mule
Singah Mule is een bestuurslaag in het regentschap Gayo Lues van de provincie Atjeh, Indonesië. Singah Mule telt 809 inwoners (volkstelling 2010).